# USS Olympia (C-6)
El USS Olympia (C-6/CA-15/CL-15/IX-40) fue un crucero protegido de la Armada de los Estados Unidos que participó en la Guerra hispano-estadounidense. Se conserva como buque museo en el Independence Seaport Museum en Filadelfia.

## El buque
Botado en noviembre de 1892, en San Francisco, su coste de producción fue de 1 796 000 dólares y fue asignado a la Armada de los Estados Unidos en febrero de 1895. Retirado del servicio en diciembre de 1922, se conserva como buque museo en Filadelfia.
Las torretas giraban un máximo de 137 grados, y la elevación máxima de las mismas era de 15 grados.

## Historial

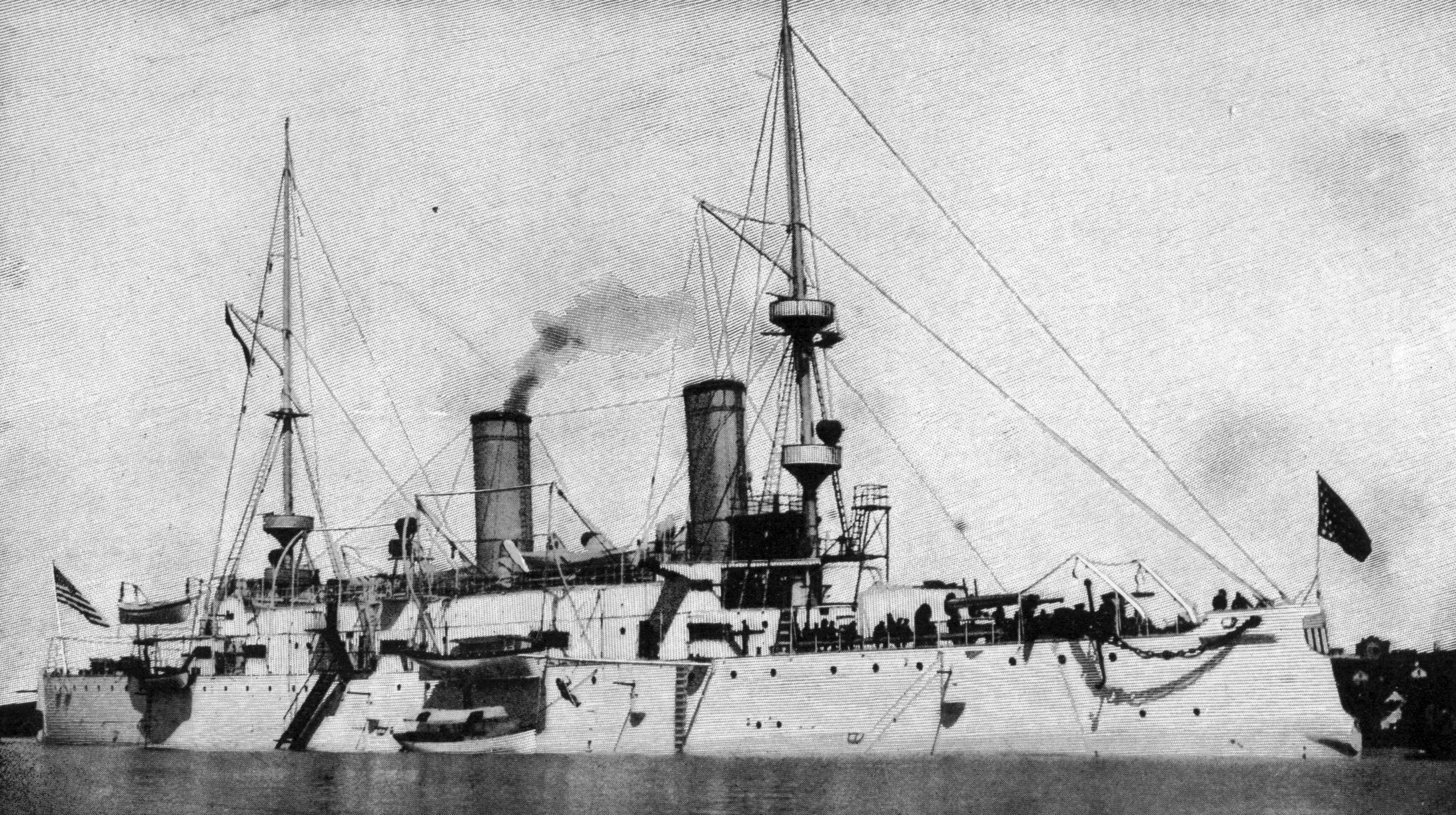
El USS Olympia antes de 1899, coincidiendo con la Guerra hispano-estadounidense y la Guerra filipino-estadounidense.

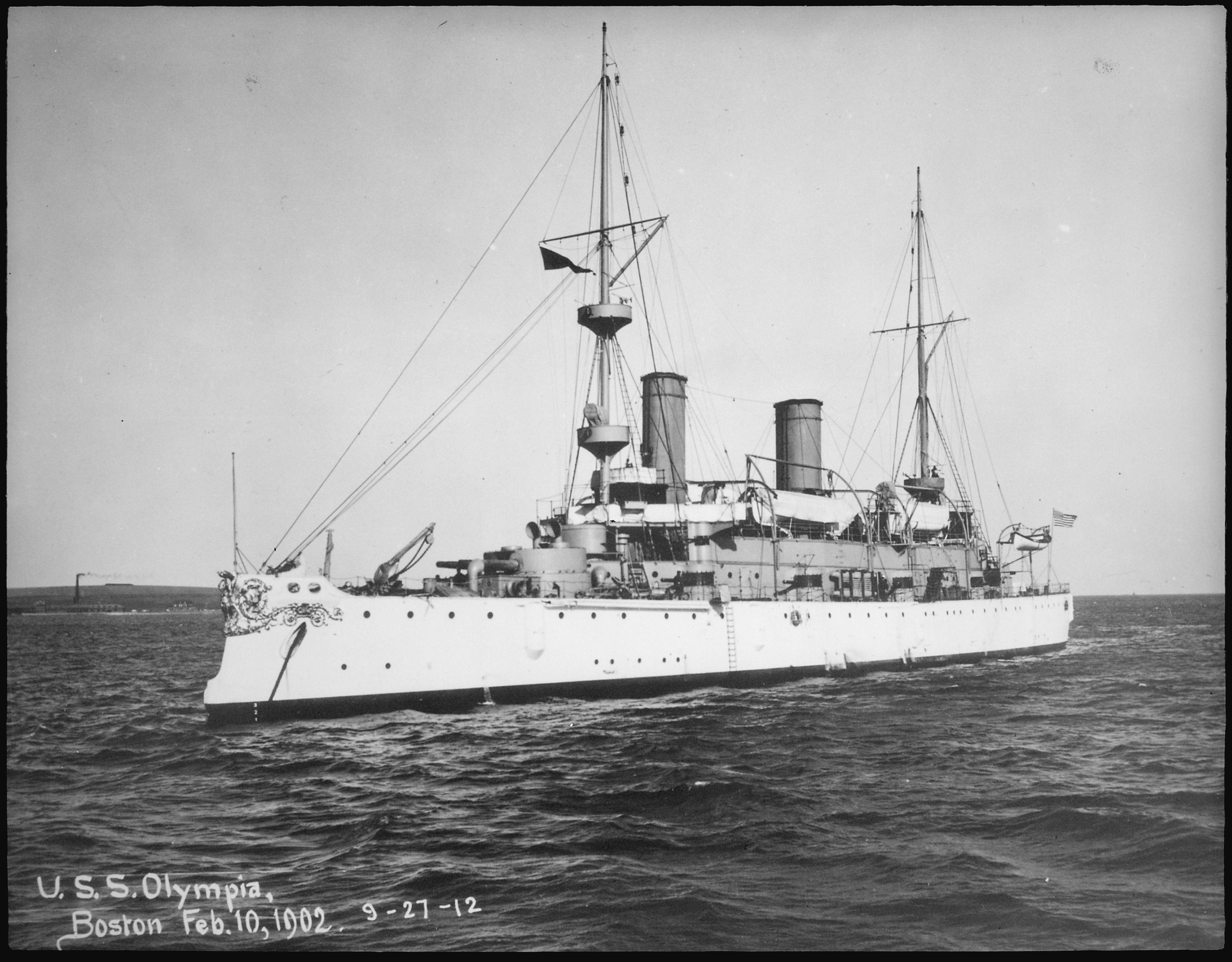
USS Olympia en 1902.

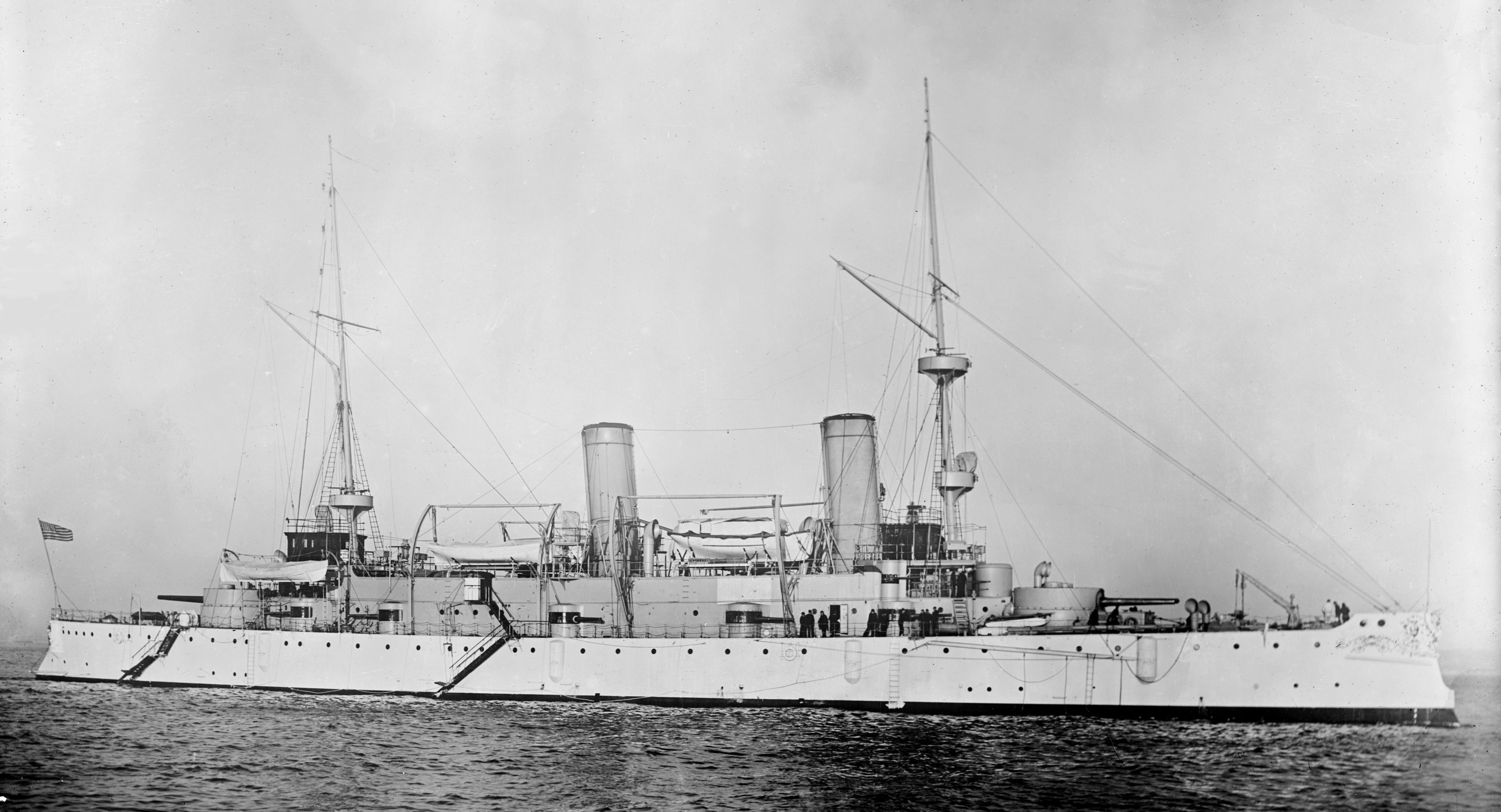
USS Olympia, imagen entre 1915 y 1919 coincidiendo con la Primera Guerra Mundial.

Sirvió en la escuadra del Pacífico como buque insignia, participando en la guerra contra España, en la batalla de Cavite.
En noviembre de 1899 fue modernizado. Entre 1902 y 1906 estuvo en el Caribe, el Atlántico y Mediterráneo, sirvió hasta 1909 como buque escuela. En 1910 se le retiró su artillería principal y se reemplazó por un único cañón de 127 mm en cada torreta. Dos de los cañones de 203 mm son enviados a Corregidor.
Entre 1912 y 1916 fue usado como alojamiento en Charleston (Carolina del Sur). En 1916 es devuelto al servicio, en el Atlántico, el Ártico y el Mediterráneo. En 1918 participó en el desembarco de Múrmansk. En 1919 navegó por el Adriático, participando en acciones en Trau.
En noviembre de 1921 se usó para llevar a los Estados Unidos el cuerpo del soldado desconocido de la Primera Guerra Mundial. En diciembre de 1922 es retirado del servicio y conservado como monumento. En 1957 se entregó a la asociación Olympia que lo modificó a su aspecto original de 1898.